# Prins Henriks Skole
Prins Henriks Skole (Den Franske Skole, Lycée Français Prins Henrik på fransk) er en fransk skole der ligger på Frederiksberg i Danmark og som følger det franske system. Den blev etableret i 1954. I 1989 blev den opkaldt efter prins Henrik, der var født i Frankrig.

## Rektorer og Bestyrelsesformænd
| År   | Rektor          | Bestyrelsesformand                            |
| ---- | --------------- | --------------------------------------------- |
| 1954 |                 |                                               |
| 1969 | fru Bergonzat   |                                               |
| 1974 | Hr. Morel       |                                               |
| 1977 | fru Coutin      |                                               |
| 1980 |                 |                                               |
| 1984 | Hr. Dol         |                                               |
| 1987 | fru Merchadou   | Anders Torbøl                                 |
| 1991 | hr. Luciani     |                                               |
| 1995 | fru Sarrat      |                                               |
| 1996 | hr. Jérôme      |                                               |
| 1997 | fru Stephen     |                                               |
| 2001 | hr. Voldoire    |                                               |
| 2006 | hr. Pellereau   |                                               |
| 2009 | hr. Luyckx      |                                               |
| 2011 | fru Direnberger |                                               |
| 2014 | Michel Chesne   | Jean-thomas Meyer                             |
| 2019 | Karine Vittaz   | Hadi M'Barek / Valerie Houle / Edith Svebølle |
| 2023 | Michael Mocka   | Gösta Schwarck                                |